# Bengalik złotobrzuchy
Bengalik złotobrzuchy (Amandava subflava) – gatunek małego ptaka z rodziny astryldowatych (Estrildidae). Zamieszkuje Afrykę Subsaharyjską i południowo-zachodnią część Półwyspu Arabskiego. Nie jest zagrożony wyginięciem.

## Morfologia
Osiąga długość około 9–10 cm; masę 7 g.
U bengalików złotobrzuchych występuje dymorfizm płciowy. U samców charakterystyczna jest czerwona brew, oliwkowy wierzch ciała oraz pomarańczowy spód. Samice mają żółty spód ciała.

## Podgatunki i zasięg występowania
Wyróżnia się dwa podgatunki A. subflava, które zamieszkują:
- A. s. subflava (Vieillot, 1819) – południowo-zachodnia Mauretania, Senegal i Gambia po Etiopię i na południe po Republikę Środkowoafrykańską, wschodnią Demokratyczną Republikę Konga, Ugandę, zachodnią Kenię i północno-zachodnią Tanzanię; również południowo-zachodnia część Półwyspu Arabskiego (gdzie być może został introdukowany)[2].
- A. s. clarkei (Shelley, 1903) – południowy Gabon, południowe Kongo, południowa Demokratyczna Republika Konga i Tanzania (oprócz części północno-zachodniej) na południe po Angolę, Zambię, Malawi, Zimbabwe, Mozambik i południowo-wschodnią RPA.

Proponowany podgatunek niethammeri uznany za nieodróżnialny od podgatunku nominatywnego.

## Biotop
Tereny porośnięte wysoką trawą, bagna, pola ryżowe.

## Zachowanie i pokarm
Ptak towarzyski. Żeruje małymi grupami w poszukiwaniu ziaren traw (owady zjada rzadko); po okresie lęgowym może tworzyć duże stada.

## Status
Międzynarodowa Unia Ochrony Przyrody (IUCN) uznaje bengalika złotobrzuchego za gatunek najmniejszej troski (LC, least concern) nieprzerwanie od 1988 roku. Całkowita liczebność populacji nie została oszacowana, ale ptak opisywany jest jako rzadki, lokalnie i sezonowo pospolity. Trend liczebności populacji uznaje się za stabilny.